# Trianectes bucephalus
Trianectes bucephalus és una espècie de peix de la família dels tripterígids i de l'ordre dels perciformes.

## Morfologia
- Els mascles poden assolir 7 cm de longitud total.[1][2]

## Hàbitat
És un peix marí, de clima subtropical i demersal que viu entre 0-5 m de fondària.

## Distribució geogràfica
Es troba al sud d'Austràlia: des d'Austràlia Occidental fins a Victòria i Tasmània.

## Observacions
És inofensiu per als humans.